# Сент-Женевьев-сюр-Аржанс (кантон)
Сент-Женевье́в-сюр-Аржа́нс (фр. Sainte-Geneviève-sur-Argence) — кантон во Франции, находится в регионе Юг — Пиренеи, департамент Аверон. Входит в состав округа Родез.
Код INSEE кантона — 1233. Всего в кантон Сент-Женевьев-сюр-Аржанс входят 7 коммун, из них главной коммуной является Сент-Женевьев-сюр-Аржанс.

## Коммуны кантона
| Коммуна                  | Население, чел. (1999) | Почтовый индекс | Код INSEE |
| ------------------------ | ---------------------- | --------------- | --------- |
| Альпюш                   | 79                     | 12210           | 12005     |
| Витрак-ан-Вьяден         | 99                     | 12420           | 12304     |
| Грессак                  | 236                    | 12420           | 12112     |
| Кантуэн                  | 312                    | 12420           | 12051     |
| Лакальм                  | 208                    | 12210           | 12117     |
| Ла-Террис                | 170                    | 12210           | 12279     |
| Сент-Женевьев-сюр-Аржанс | 1 027                  | 12420           | 12223     |

## Население
Население кантона на 2006 год составляло 2 127 человек.
| 1962  | 1968  | 1975  | 1982  | 1990  | 1999  | 2006  | 2007 |
| ----- | ----- | ----- | ----- | ----- | ----- | ----- | ---- |
| 2 670 | 2 942 | 2 547 | 2 603 | 2 363 | 2 131 | 2 127 | —    |